# Knuth-Preis

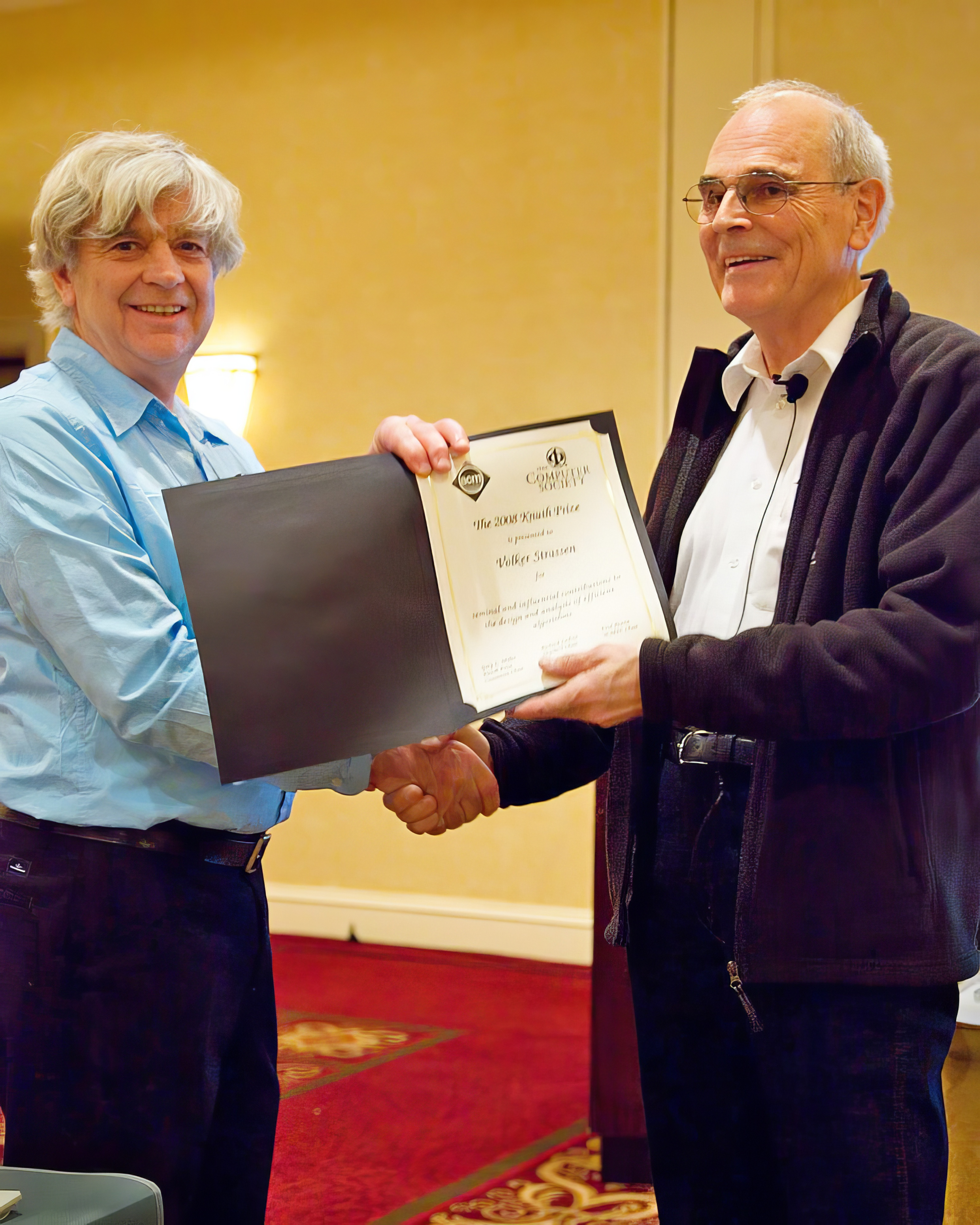
Volker Strassen (rechts) erhält den Knuth-Preis 2008 von Gary Miller.

Der Knuth-Preis (offiziell Donald E. Knuth Prize) ist ein Informatikpreis, der an Wissenschaftler für außergewöhnliche Leistungen in den Grundlagen der Informatik verliehen wird. Er ist nach dem  US-amerikanischen Informatiker Donald E. Knuth benannt und wird seit 1996 von der ACM SIGACT und der IEEE Computer Society (Technical Committee on the mathematical foundations of computing) verliehen, zuletzt jährlich. Der Preis ist mit 5000 Dollar dotiert.

## Preisträger
- 1996: Andrew Yao
- 1997: Leslie Valiant
- 1999: László Lovász
- 2000: Jeffrey Ullman
- 2002: Christos Papadimitriou
- 2003: Miklós Ajtai
- 2005: Mihalis Yannakakis
- 2007: Nancy Lynch
- 2008: Volker Strassen
- 2009: David Stifler Johnson
- 2011: Ravindran Kannan
- 2012: Leonid Levin
- 2013: Gary L. Miller
- 2014: Richard J. Lipton
- 2015: László Babai
- 2016: Noam Nisan
- 2017: Oded Goldreich
- 2018: Johan Håstad
- 2019: Avi Wigderson
- 2020: Cynthia Dwork
- 2021: Moshe Vardi
- 2022: Noga Alon
- 2023: Éva Tardos
- 2024: Rajeev Alur
- 2025: Micha Sharir